# مناورات القوقاز
مناورات القوقاز أو (بالإنجليزية: Caucasus Maneuvers)‏ هي مناورات عسكرية تجريها روسيا.